# I-Empire
I-Empire is het tweede album van de alternatieve rock-supergroep Angels & Airwaves. Het album is uitgekomen op 6 november 2007.

## Nummers
| Nr. | Titel              | Duur |
| --- | ------------------ | ---- |
| 1.  | Call to Arms       | 5:50 |
| 2.  | Everything's Magic | 3:51 |
| 3.  | Breath             | 5:33 |
| 4.  | Love Like Rockets  | 4:50 |
| 5.  | Sirens             | 4:19 |
| 6.  | Secret Crowds      | 5:02 |
| 7.  | Star of Bethlehem  | 2:07 |
| 8.  | True Love          | 6:08 |
| 9.  | Lifeline           | 4:15 |
| 10. | Jumping Rooftops   | 0:44 |
| 11. | Rite of Spring     | 4:22 |
| 12. | Heaven             | 6:38 |

## Personeel

### Angels & Airwaves
- Tom DeLonge - zang, gitaar, keyboard
- David Kennedy - gitaar, keyboard, synthesizer
- Matt Wachter - basgitaar, keyboard, synthesizer, achtergrondzang
- Atom Willard - drums

### Aanvullende musici
- Roger Joseph Manning Jr. - keyboard

### Productie
- Tom DeLonge - producer
- Jeff "Critter" Newell - co-productie, geluidstechnicus
- Tom Lord-Alge - mixer
- Brian Gardner - mastering